# Институт за јавно здравство Републике Српске
Институт за јавно здравство Републике Српске је јавна здравствена установа у ситему здравства Републике Српске чији је обим рада и делатност прописан Законом о здравственој заштити. Основана 1929. године, она је данас носиоца заједничких активности Института за јавно здравство РС, са са шест регионалних центара и Институтом Бања Лука који врши све активности регионалног центра.

## Организација
Унутрашња организација Института у складу је са дјелокругом рада Института, чији је главни циљ  обезбеђења благовременоих, квалитетних и рационалних облика рада у оквиру своје делатности, и   ефикасног руковођења организационим јединицама Института.
У оквиру Института постоје следеће организационе јединице:
- Институт у Бањалуци
- Регионални центар Добој
- Регионални центар Зворник
- Регионални центар Фоча
- Регионални центар Источно Сарајево
- Регионални центар Требиње

## Институт у Бањалуци
Институт за јавно здравство Републике Српске основан је 1929. године,  спајањем Дома народног здравља и Самосталне бактериолошке станице, као прва савремено конципирана јавноздравствена установа на овом простору. Ос свог оснивања Институт је предано радио на заштити здравља становништва и током тога се мењао и континуирано осавремењивао, тако да данс представља здравствену установу чији је обим рада и делатности прописан Законом о здравственој заштити Републике Српске.

#### Организација
Института у Бањалуци, састоји се из следећих организационих јединица:
| Организациона јединица                                      | делкатност |
| ----------------------------------------------------------- | --- |
| Управа                                                      | |
| Служба за опште и правне послове                            | Обавља опште, правне и кадровске послове, и послове из области информационих технологија за потребе Института. |
| Служба за економско-финансијске послове                     | Обавља финансијско-рачуноводствене послове, послове економике, плана и анализе, те послове истраживања тржишта и набавке за потребе Института. |
| Служба за епидемиологију                                    | Обавља велики број делатности из области епидемиологије, од којих су најзначајније: - спречавање, субијање, елиминација, ерадикација и контрола заразних болести према Програму мера о заштиту становништва од заразних болести - континуирано прикупљање и анализа епидемиолошких података о поремећајима здравља и факторима који на то утичу, - надзор над заразним болестима и организовање и спровођење епидемиолошких испитивања - контрола појединачних случајева заразних болести, - активно и теренско испитивање приоритетних заразних болести: дечије парализе, тетануса, малих богиња, заушњака, рубеоле, туберкулозе, болести које се преносе полним путем, гнојног запаљења мозга, уједа од стране бесне или на беснило сумњиве животиње, вирусних хеморагичних грозница и др. |
| Служба за микробиологију                                    | Обавља дијагностичке процедуре из области медицинске микробиологије са паразитологијом и санитарне микробиологије, и бави се наставном и научно-истраживачком делатности из наведених области. |
| Служба за хигијену                                          | Обавља специјализовану, превентивну здравствену заштиту из области хигијене. |
| Служба за санитарну хемију                                  | Ова служба је акредитована лабораторија за физичко-хемијска испитивања према BAS EN ISO/IEC 17025 и обавља испитивања у сврху оцјене квалитета, здравствене исправности и безбедности у складу са важећим прописима. |
| Служба за социјалну медицину                                | Бави се организацијом и економиком здравства, |
| Центар за заштиту од зрачења                                | Основан је 2009. године са циљем да врши послова систематског испитивања нивоа нејонизујућег зрачења у животној средини, и испитивање нивоа нејонизујућих зрачења у животној средини. Центар своје активности обавља у оквиру четири лабораторије: - Лабораторије за дозиметрију и контролу јонизујућег зрачења, - Лабораторије за личну дозиметрију, - Лабораторије за радиохемију - Лабораторије за нејонизујуће зрачење |
| Центар за развој здравственог система и међународну сарадњу | У оквиру својих делатности бави се: < - истраживањем и проценом потреба за здравственим менаџментом и тренингом за здравствени менаџмент, - увођења и евалуације модерних метода и техника менаџмента у установама и институцијама здравственог система, < - планирањаем и спровођењем системских и оперативних истраживања у области здравства, - врши дисеминацију резултата истраживања, - обезбјеђења ресурса за континуирану едукацију менаџера свих профила и нивоа у систему здравства, - другеим пословима везаним за делатности из делокруга рада Центра |

### Регионални центар Добој
Регионални центар ја 1937. године започео рад  у Добоју, у постојећој згради Регионалног центра Добој ЈЗУ Институт за јавно здравство РС, као Дом народног здравља. Сам објекат Дома саграђен је уз помоћ Рокфлерове фондације захваљујући залагању др Андрије Штампара прегаоца развоја здравствене заштите становништва целе предратне Југославије.
Центар у Добоју данас је високоспецијализована здравствена установа која прати стање здравља становништва, епидемиолошку ситуацију и хигијенске прилике и предузима мере за спречавање извора ширења заразних болести, за отклањање штетних фактора у животној средини и за унапређење здравља становништва.
Реформа здравственог система која се већ неколико година проводи у Републици Српској, одвија се и на територији добојске регије, а уз стручну подршку и помоћ Центра. Центар је био иницијатор промена, едукатор, али и субјект који је давао оцену успјешности  реформи, уз препоруке за унапређење већ постигнутог. Посебан допринос Центар је дао унапређењу рада примарне здравствене заштите у Добојској регији.

### Регионални центар Зворник
Регионални центар Зворник обавља социјално-медицинску, хигијенско-еколошку, епидемиолошку и микробиолошку здравствену делатност, на територији Зворника.

### Регионални центар Фоча
Регионални центар Фоча као организациона јединица Института за јавно здравство Републике Српске постоји од 1994. године. До тада је био самостална институција која је 1983. године иступила из Регионалног медицинског центра Фоча, у оквиру кога је до тада радила.
Регионални центар ФОча је смештен на две локације и то у Улици Његошева бб и, у просторијама болничких служби Фоча Клиничког центра Источно Сарајево.
Центар запошљава 11 радника: једног лекара специјалисту микробиологије са паразитологијом, једног инжињера пољопривреде, два радник са вишом медицинском школом, пет медицинских техничара, једног економског техничара и једног НК радника.

### Регионални центар Источно Сарајево
Регионални центар Источно Сарајево је специјализована здравствена установа за унапређење здравља и превенцију болести. Центар прати и проучава здравствено стање становништва, епидемиолошку ситуацију и хигијенске прилике,и обавља и друге послове у складу са прописима из области здравствене заштите.
Формиран је 1993. године у ратном периоду на подручју Грбавице, у објекту Шумарског факултета. По Дејтонском споразуму извршено је дислоцирања Центра у Лукавицу, тачније у један од павиљона бивше касарне „Чича“, у којој да би почео са радом билапотребна година дана рада на адаптацији простора. Центар је оспособљен и почео је да ради пуним капацитетом 1997. године.
Подручје деловања Центра је Сарајевско – романијска регија са општинама Источно Ново Сарајево, Источна Илиџа, Источни Стари Град, Пале, Трново, Соколац, Хан Пијесак и Рогатица.
Тренутно у Центару ради 22 запослена радника на неодређено време у следећим организационим одељењим службама:
- Одељење за епидемиологију
- Одељење за хигијену
- Одељење за социјалну медицину
- Служба за микробиолошке и хемијске анализе
- Одељење за заједничке послове

### Регионални центар Требиње
Регионални центар Требиње, као део јавне здравствене установе Института за јавно здравство Републике Српске, у моменту оснивања (1994.) није располагао сопственим средствима (простор и опрема), а због тадашњих ратних дејстава на подручју БиХ није могао да оствари своју делатност.
Установе започиње са радом 1996. године када је обезбеђен неопходни простор и опреме. Међутим тек почетком 1998. године преко Извршног одбора општине Требиње обезбеђен је један руинирани простор који се у земљишним књигама водио као “Вуновлачара”, а који се налази у садашњој улици Лука Ћеловић (под “Кршом”). У оквиру интегрисаног Пројекта јавног здравства, чији су имплементатори били “MEDICOS DEL MУNDO” и “ESCUALA ANDALУZA DE SALУD PУBLICA” , обезбеђена су средства и извршено реновирање и адаптација објекта, и 15. октобра 1999. године створене основне предпоставке за рад ове здравствене установе.
У договору са Министарством одбране РС, 17. новембра 2005. године, Регионалном центру Требиње уступљен је на кориштење и приземни део ранијег Војно-медицинског центра у касарни “Лука Вукаловић” у Требињу, у који су смештене и остале службе епидемиологије, хигијене, социјалне медицине и заједничке службе чиме су створени сви неопходни услови за пуно функционисање ове здравствене установе.
У Регионалном центару Требиње, као организационом делу Института за јавно здравство РС, запослено је укупно 24 радника: 9  са високим образовањем (од чега 6 доктора медицине, 1 магистар хемијских наука, 1 дипл. инж. технологије и 1 дипл. економиста), 3 радника са вишим медицинским образовањем, 9 радника са средњим образовањем (од чега 8 радника медицинске струке и 1 радник осталих профила), 1 ВКВ радник и 2 полуквалификована радника.
У оквиру своје основне делатности Регионални центар Требиње обавља и проводи послове из области: 
- клиничке и санитарне микробиологије,
- санитарне хемије,
- епидемиологије,
- хигијене са заштитом животне средине,
- социјалне медицине.